# 女人帮
《女人帮》是一部2013年在中国大陆上映的电视剧，由刘心刚执导，梁静、蒋雯丽、邬君梅、李佳主演。该剧主要讲述了都市中五个超龄剩女的感情纠葛，以轻松诙谐的手法聚焦当下热点社会问题。 该剧于2013年12月11日在浙江卫视中国蓝剧场首播。

## 演员表
- 蒋雯丽 飾 朱莉
- 邬君梅 飾 陈青霞
- 梁　静 飾 凯西
- 李　佳 飾 毕然
- 廖　凡 飾 高明
- 何　冰 飾 特区
- 黄　轩 飾 方格
- 张鲁一 飾 叶平
- 唐文龍 飾 顏鳴鳴

## 收視率
- 由csm数据参考而来，收视率包括全天收视指数和市场（收视）份额参数

| 平台     | 平均收视率 | 平均收视份额 |
| 浙江卫视 | 0.737      | ------       |